# Карский (Краснодарский край)
Карский — хутор в Северском районе Краснодарского края, входит в состав Черноморского городского поселения.
Был основан в 19-м веке понтийскими греками. Название произошло от города Карс в Турции, откуда греки были изгнаны турками.
По северной границе практически примыкает к посёлку Черноморский. В 2,5 км к северу от хутора проходит автомобильная дорога А146 Краснодар — Новороссийск. Ближайшая железнодорожная станция — Хабль находится примерно в 7 км. Расположен в балке безымянного правого притока речки Бугай (приток реки Сухой Аушедз), высота над уровнем моря 137 м. В хуторе пять улиц:
- ул. 16-й участок
- ул. Восточная
- ул. Длинная
- ул. Домики ЛПДС
- ул. Карские домики

## Население
| 2002 | 2010 |
| ---- | ---- |
| 641  | ↘628 |